# Ръждивогушо ливадарче
Ръждивогушото ливадарче (Saxicola rubetra) е прелетна птица от семейство Мухоловкови. Среща се и в България.

## Физически характеристики
Ръждивогушото ливадарче е малко по-дребно от полско врабче. На дължина достига до 12-13 сантиметра. Размахът на крилата е около 24 cm, а теглото му варира между 12 и 20 грама. Наблюдават се полов диморфизъм и малки възрастови различия. При мъжкия горната страна на тялото е черна, с ръждиво-кафяви краища на перата. Долната част е белезникава, гърдите и гърлото са кафяви, ушите и бузите - черни. Над очите се виждат ясно изразени широки бели „вежди“. Оперението на женските индивиди е по-светло, ушите и бузите са кафяви, веждите - бели, а гърлото - белезникаво. Край очите преминава жълтеникава лента и по крилата и опашката се наблюдават ситни бели петна. Младите приличат на женската, но са с повече светли петна по гърба. Птицата има къс клюн с гъсти стърчащи перца в ъглите му. Краката са дълги и тънки, а опашката е къса.
Брачната им песен се състои от къси стържещи трели, наподобяващи звуците „хая-чек-чек...“. Пеенето е слабо и монотонно. Представлява бърз речитатив от кратки и неясни тонове с характерни прекъсвания и глух скърцащ звук. Напомня песента на голямото белогушо коприварче, но е доста по-слаба. Понякога в изпълнението им могат да се доловят трели от песни на други птици, но ливадарчето така ги смесва, че стават трудно различими. През пролетта мъжките повтарят песните си много често.

## Разпространение
Ареалът на разпространение на ръждивогушото ливадарче е изключително обширен. Независимо от факта, че тенденцията е броят на птиците да намалява, спадът не се смята за достатъчно бърз, за да се доближи до праговете на уязвимост. Поради тези причини видът се оценява като незастрашен. Гнездовата популация в Европа за 2004 година се оценява на 5 до 10 милиона гнездящи двойки, което се равнява на 16 200 000-30 000 000 броя птици. Европа формира 75-94% от глобалния обхват, така че общият брой в световен мащаб на ръждивогушото ливадарче е оценен на 17 200 000-40 000 000. В Европа тенденцията от 1980 година насам показва, че популациите са били подложени на умерен спад, на базата на предварителните данни за 21 страни от континента, включени в общата схема за мониторинг на обикновените видове птици.
Ръждивогушото ливадарче е разпространено в Европа, Северозападна Африка, европейската част на Русия, Задбайкалието, Кавказ и Западен Сибир. В Русия ареалът му на юг достига до Тува. В България долита през април и отлита през септември.
Зимува в Екваториална и Западна Африка. За живота на птицата там няма почти никакви данни и не може да се направи реална преценка за причините на намаляване на популацията. В продължение на три години е правено преброяване на птиците в Нигерия, като в резултат гъстотата им е установена на 0,03-0,43 птици на хектар. На площите с обработваема земя в страната ливадарчетата са в изобилие, а плътността е по-голяма там, където растителността не е прекалено висока. Все пак резултатите показват, че в Западна Африка земеделските земи през сухия сезон могат да поддържат голям брой птици от вида и че последният спад на броя им в Европа е малко вероятно да бъде причинен от липсата на подходящи за зимуване местообитания.

## Начин на живот и хранене
По време на миграция птицата най-често се среща в равнините, а през размножителния период - в планините до 2300 m надморска височина. Обитава пасища, ливади с висока трева и храсти, пустеещи земи с единични храсти, поляни, сечища, блата и незастроени парцели. Предпочитани места за гнездене са тучните ливади и острови с висока трева. В по-северните райони понякога се открива в затревените терени край гори. При наличието на подходящи места за гнездене, птиците се установяват в колонии, като двойките се разполагат близо една до друга.
Ръждивогушото ливадарче се храни с дребни насекоми, гъсеници, червеи, паяци, молци, бръмбари, скакалци и охлюви, които събира по земята. В стомаха му са намирани още мравки и насекоми от разред Кожестокрили. Ливадарчето е полезна птица, тъй като унищожава голямо количество вредители.

## Размножаване
Размножителният период започва веднага след прелета, когато растителността е достатъчно избуяла, за да скрие гнездото. Това обикновено става през месец май. Прави гнездото си директно на земята, в плитки вдлъбнатини между корените на едри и гъсти бурени. Изгражда го от сухи стебла, треви, коренчета и мъх и го застила с перца, фини тревички, козина и косми. Плетката на гнездото е рехава и през стените му понякога прорастват треви и различни други растения. Има формата на плитка купа с диаметър 95-100 mm и дълбочина 45-60 mm.
Женската снася 4 до 6, максимум 7 сиво-синьо-зеленикави блестящи яйца, изпъстрени с размити ръждиво-жълти или бели петънца и точици. Понякога те могат да бъдат събрани в блед, ръждиво-червеникав ореол около тъпата страна на яйцето. Размерите на яйцата са 18-21 mm на дължина и 13-15 mm на ширина. Инкубират се на смени от двете птици в продължение на 12-13 дни. Самката седи в гнездото толкова плътно, че при желание може да бъде хваната с ръка. Малките напускат гнездото 18 дни след излюпването, но все още не могат да летят и се крият в тревите около него. По тази причина родителите продължават да ги хранят още около две седмици. Научават се да летят 17 до 19 дни след излюпването. В края на юни младите птици вече летят и не се отличават по размер от възрастните. Отлитането става на ята в края на август, или началото на септември.